# Baboloki Thebe
Baboloki Tirelo Thebe (Ramonaka, 18 de março de 1997) é um atleta botsuano, medalhista olímpico.
Nos Jogos Olímpicos de Verão de 2020, conquistou a medalha de bronze na prova de revezamento 4x400 metros masculino com o tempo de 2:57.27 minutos, ao lado de Isaac Makwala, Zibane Ngozi e Bayapo Ndori. Seu recorde pessoal em 400 metros é 44.02 s, estabelecido em julho de 2017.